# 聖アレクシウスの死
『聖アレクシウスの死』（せいアレクシウスのし、英: The Death of Saint Alexius）、または『死せる聖アレクシウス』（しせるせいアレクシウス、伊: Sant'Alessio morente、英: Saint Alexius Dying）は、イタリア・バロック期の画家ピエトロ・ダ・コルトーナが1638年ごろ、キャンバス上に油彩で制作した絵画である。ナポリのジロラミーニ教会の聖アレクシウス礼拝堂に所蔵されている。手紙を持つローマの聖アレクシウス  が天使たちによって歓迎されている姿を表している。家族から離れていた聖アレクシウスは死の間際に家族のもとに戻ったが、家族は手紙によってようやく彼を認識することができたという出来事を主題としている。

## 歴史
本作は、教皇ウルバヌス8世の甥タッデオ・バルベリーニの妻アンナ・コロンナにより委嘱されたが、後にほかの聖遺物や貴重な品々とともにナポリの神愛オラトリオ会に譲られた。バルベリーニ家 (Barberini Family) はとりわけ聖アレクシウスを信奉しており、バルベリーニ宮殿内の劇場完成式典における演劇は、教皇クレメンス9世が脚本を書き、ピエトロ・ダ・コルトーナが舞台の意匠を手掛けた聖アレクシウスの生涯に関するものであった。アンナ・コルトーナはオラトリオ会の創設者フィリッポ・ネリと関わっており、聖遺物箱にネリの小さな骨を所有していたが、後にオラトリオ会にその骨を譲った。ピエトロ・ダ・コルトーナもまたバルベリーニ家とローマのオルトリオ会に高い忠誠を持っていた。彼はバルベリーニ宮殿内画廊にフレスコ画 (1633—1639年) を描いたり、ローマのオラトリオ会のキエーザ・ヌォーヴァの聖具室を手掛けたりし、後の1648—1665年にキエーザ・ヌォーヴァの装飾に参加した。
本作はアンナの個人礼拝堂内に設置されたが、その際、オラトリオ会は経費を節約するために大理石を模倣した木と化粧漆喰を用いた。マリオ・ボッレッリ (Mario Borrelli) は、フランチェスコ・ソリメーナがその礼拝堂を装飾し、礼拝堂内に絵画を制作する契約の写しについて叙述している。しかし、礼拝堂にはバルベリーニ家の紋章が欠如しており、ほとんど装飾物がなかったことは契約が結ばれなかったこと、あるいは契約の問題がソリメーナとオラトリ会によって解決されたことを示唆している。